# Oparić
Oparić es un pueblo ubicado en la municipalidad de Rekovac, en el distrito de Pomoravlje, Serbia.

## Superficie
Posee una superficie de 18,17 kilómetros cuadrados.

## Demografía
Hasta 2011 la población era de 843 habitantes, con una densidad de población de 46,40 habitantes por kilómetro cuadrado.